# Цимет ролница
Цимет ролница (такође познато и као пужић од цимета или земичка са циметом) је слатка ролница која се обично служи у сјеверној Европи (углавном у Скандинавији) и Сјеверној Америци . У Шведској се назива kanelbulle, у Данској је позната као kanelsnegl, у Норвешкој је позната као kanelbolle, skillingsbolle и kanelsnurr, а у Финској као korvapuusti.

## Пециво
Цимет ролница састоји се од ваљаног листа квасног тијеста на који се преко танког слоја путера посипа мјешавина цимета и шећера (у неким случајева и грожђица или неких других састојака). Тијесто се затим ваља, сијече на појединачне делове и пече или пржи у дубоком уљу. Његови главни састојци су брашно, цимет, шећер и путер који пружају робустан и сладак укус.

## Поријекло
Римски трговци зачинима су донијели цимет са Шри Ланке, из Индије и Бангладеша у Европу.
Много касније, Шведска је почела да га користи у својим пецивима, развијајући kanelbulle. Од 1999. године, 4. октобар се обиљежава као Дан цимет ролнице (Kanelbullens dag). Шведско тијесто за kanelbulleобично садржи и кардамон (прах или пупољке), што му даје препознатљив укус.
Величина цимет ролнице варира од мјеста до мјеста, али многи продавци нуде мање ролнице, величине око 5 цм у пречнику, и веће ролнице од око 10 цм. Већа варијанта може се наћи у Финској, названа  korvapuusti, гдје може достићи величину од око 20 цм у пречнику и тежити до 200 г.
Хага, округ у Гетеборгу у Шведској, добро је познат по веома великим цимет ролницама. Ове цимет ролнице се називају hagabullar или „краљица кухиње“. Hagabullar је обично 30 цм или већи у пречнику. Свака особа обично наручује по једну. Швеђани користе бисерни шећер за преливање цимет ролница, а не глазуру као што је уобичајено у Сјеверној Америци. 

## Националне варијације
Шведска Butterkaka и фински bostonkakku („бостонска торта“) је торта која се прави печењем колутова цимета у округлом калупу за торте, умјесто да се пеку одвојено, тако да се лијепе и формирају велику, округлу торту.
Њемачка верзија, која помно прати облик скандинавског пецива, поријеклом из Хамбурга и околине, је Franzbrötchen, пециво од цимета инспирисано француским кроасаном који није са циметом.
Британска верзија се зове Chelsea bun, коју су измислили у 18. вијеку. Сада је ово јело доступно у кафићима, супермаркетима и пекарама широм Велике Британије.
Америчке цимет ролнице често се преливају глазуром (обично на бази шећера у праху), а понекад се прже, преливају глазуром и служе као варијација крофне. Постоје и регионалне комбинације: на америчком Средњем западу, посебно у Канзасу, цимет ролнице обично се једу са чилијем.
У Канади су познате као лепиње са циметом. Обично нису преливене глазуром, нити имају суво грожђе. Могу да имају толико цимета да су јако зачињене и љуте.

## Традиције цимет ролница
У Шведској и Финској у цимет ролницама традиционално се ужива током паузе за кафу или фика, што је дружење са пријатељима. Национални дан цимет ролнице (Kanelbullens dag) обиљежава се 4. октобра у Шведској.
У Сјеверној Америци се обично једе за доручак или десерт. Када се једе за доручак у САД, може се послужити са глазуром од крем сира.

## Галерија
- Шведски kanelbulle
- Фински korvapuusti
- Дански kanelsnelg
- Норвешки skillingsbolle